# Agylla fulvithorax
Agylla fulvithorax là một loài bướm đêm thuộc phân họ Arctiinae, họ Erebidae.